# Forst (Feilitzsch)
Forst ([fɔʁst] ) ist ein Gemeindeteil der Gemeinde Feilitzsch im Landkreis Hof (Oberfranken, Bayern). Forst liegt in der Gemarkung Zedtwitz.

## Geografie
Das Dorf liegt westlich von Zedtwitz, von dem der Ort durch die Bundesstraße 2 getrennt wird. Ein Anliegerweg führt die B 2 überbrückend nach Zedtwitz (0,8 km östlich).

## Geschichte
Forst gehörte den Herren von Zedtwitz. Es war ursprünglich ein Vorwerk der Burg Zedtwitz. Gegen Ende des 18. Jahrhunderts war das Vorwerk bereits zerschlagen, es gab sieben Anwesen.
Von 1797 bis 1810 unterstand Forst dem Justiz- und Kammeramt Hof. Infolge des Ersten Gemeindeedikts wurde Forst dem 1812 gebildeten Steuerdistrikt Isaar und der zugleich entstandenen Ruralgemeinde Zedtwitz zugewiesen. Am 1. Mai 1978 wurde Forst im Zuge der Gebietsreform in Bayern nach Feilitzsch eingemeindet.

### Baudenkmäler
- Saalebrücke[9]

### Einwohnerentwicklung
| Jahr      | 1819  | 1861   | 1871   | 1885   | 1900   | 1925   | 1950   | 1961   | 1970   | 1987  |
| Einwohner | 10    | 49     | 42     | 54     | 47     | 36     | 51     | 51     | 55     | 35    |
| Häuser    |       |        |        | 8      | 7      | 8      | 6      | 10     |        | 11    |
| Quelle    | [ 7 ] | [ 11 ] | [ 12 ] | [ 13 ] | [ 14 ] | [ 15 ] | [ 16 ] | [ 17 ] | [ 18 ] | [ 1 ] |

## Religion
Forst ist evangelisch-lutherisch geprägt und war ursprünglich nach St. Michaelis (Hof) gepfarrt. Seit 1958 gehört Forst zur neu gebildeten Kirchengemeinde Zedwitz, die zur Pfarrei Hospitalkirche Hof gehört.